# American Society of Transplantation
L'American Society of Transplantation (AST), Società Americana dei Trapianti, è un'organizzazione internazionale di oltre 4.000 professionisti del trapianto che si dedicano alla promozione della ricerca, all'istruzione, alla difesa dei diritti, alla donazione di organi e al servizio alla comunità in un'ottica di equità e inclusione. È la più grande società professionale di trapianti del Nord America.

## Storia
La storia dell'AST inizia nel 1981, quando i membri fondatori della società si incontrarono durante l'assemblea annuale dell'American Society of Nephrology (ASN). Fu in quell'occasione che fu creata una nuova società, nota come American Society of Transplant Physicians (ASTP), per soddisfare le esigenze professionali di un gruppo in rapida crescita di medici specializzati in trapianti. L'ASTP è stata fondata il 10 maggio 1982: l'adesione era aperta a medici e altri professionisti sanitari che condividevano un interesse per la medicina dei trapianti e la biologia.
Nel 1998, l'ASTP ha cambiato il suo nome in American Society of Transplantation (AST).

## Incontri e formazione
La prima riunione annuale dell'associazione (come ASTP) si è svolta il 3 giugno 1982 a Chicago.
Il primo Fellows Symposium on Transplant Medicine si è tenuto il 27-28 luglio 1996 a St. Louis, Missouri. Ribattezzato Fellows Symposium on Transplantation nel 2015, questo incontro offre a specializzandi e residenti in ambito clinico, specializzandi in chirurgia, ricercatori specializzandi, farmacisti e altri tirocinanti l'opportunità di partecipare a sessioni scientifiche specialistiche e di incontrare singolarmente specialisti senior nel settore dei trapianti.
Il primo simposio invernale dell'AST si è tenuto dal 13 al 17 febbraio 1997 a Phoenix, in Arizona.
Nel 2000, l'AST si è riunita nuovamente a Chicago in collaborazione con l'American Society of Transplant Surgeons (ASTS), tenendo il primo American Transplant Congress (ATC). Da allora, l'ATC si è riunito ogni anno in diverse città del Nord America ed è attualmente il più grande incontro annuale di professionisti dei trapianti.
L'AST ha tenuto il suo primo Transplant Patient Summit nell'ottobre 2017. L'incontro si è tenuto a Washington ed è stato il primo evento della società incentrato sui pazienti. Questo vertice è stato in seguito rinominato Transplant Community Summit. Il secondo si è tenuto durante i Transplant Games of America nell'agosto 2018.
Nel 2007 è stato lanciato il Transplant Nephrology Core Curriculum (TNCC), un programma online fornito congiuntamente dall'ASN e dall'AST. Il TNCC si concentra sulle informazioni chiave necessarie per prepararsi agli esami di conseguimento e rinnovo della certificazione per la professione di nefrologo in seno all'American Board of Internal Medicine.
Nel 2011, l'AST ha lanciato la serie di webinar Timely Topics in Transplantation (T3). I webinar T3 possono essere visualizzati in diretta o on-demand e trattano tutti gli argomenti relativi ai trapianti.
Nel 2017, l'AST ha lanciato il Comprehensive Trainee Curriculum, una risorsa educativa che aiuta i giovani professionisti dei trapianti ad ampliare la loro conoscenza del settore.
Nel 2017 è stato lanciato Transplant in 10, che propone ai professionisti video formativi della durata massima di 10 minuti.

## Comunità di pratiche
Le comunità di pratiche (COP) dell'AST sono gruppi focalizzati su aree specialistiche . L'AST ha attualmente 16 comunità:
- fornitori di pratiche avanzate
- comunità di scienziati di base
- malattie infettive
- rene e pancreas

Donatore vivente
- fegato e intestino
- pediatria
- psicosociale ed etica
- recupero e conservazione
- cura toracica e infermieristica di area critica
- tirocinio e formazione per giovani
- amministrazione dei trapianti e gestione della qualità
- diagnostica dei trapianti
- farmacia dei trapianti
- medicina rigenerativa dei trapianti
- salute delle donne.

## Pubblicazioni
L'American Journal of Transplantation è la rivista medica mensile pubblicata da Wiley-Blackwell per conto dell'AST e dell'ASTS.
Altre pubblicazioni sono:
- AST Handbook of Transplant Infections (Manuale AST sulle infezioni da trapianto)[7];

AST Primer on Transplantation, 3rd Edition;
- Special Issue: The American Society of Transplantation Infectious Diseases Guidelines, 3rd Edition (Numero speciale: Linee guida dell'American Society of Transplantation sulle malattie infettive, 3a edizione)[9];
- Transplant Immunology (Immunologia dei trapianti).[10]

## Presidenti
Si riporta di seguito l'elenco dei presidenti dell'associazione:
- 2023-2024: Josh Levitsky, MD
- 2022-2023: Deepali Kumar, MD
- 2021-2022: John Gill, MD
- 2020-2021: Richard Formica, MD
- 2019-2020: Emily Blumberg
- 2018-2019: Dianne B. McKay
- 2017-2018: Ronald Gill, PhD
- 2016-2017: Anil Chandraker, MD, FRCP, FAST
- 2015-2016: James S. Allan, MD, MBA, FAST
- 2014-2015: Kenneth A. Newell, MD, PhD, FAST
- 2013–2014: Daniel R. Salomon, MD
- 2012–2013: Roslyn B. Mannon, MD, FAST
- 2011–2012: Robert S. Gaston, MD, FAST
- 2010–2011: Maryl Johnson, MD, FAST
- 2009–2010: Joren C. Madsen, MD, DPhil
- 2008–2009: Barbara Murphy, MD
- 2007–2008: Flavio Vincenti, MD
- 2006–2007: Jeffrey S. Crippin, MD
- 2005–2006: Richard N. Fine, MD
- 2004–2005: Jay Alan Fishman, MD, FAST
- 2003–2004: Michael R. Lucey, MD
- 2002–2003: William E. Harmon, MD
- 2001–2002: Laurence A. Turka, MD, FAST
- 2000–2001: Mohamed H. Sayegh, MD, FAST
- 1999–2000: John R. Lake, MD
- 1998–1999: John F. Neylan, MD
- 1997–1998: J. Harold Helderman, MD, FAST
- 1996–1997: Leslie W. Miller, MD
- 1995–1996: Douglas J. Norman, MD, FAST
- 1994–1995: Thomas A. Gonwa, MD, FAST
- 1993–1994: Manikkam Suthanthiran, MD, FAST
- 1992–1993: Alan R. Hull, MD
- 1991–1992: Ronald H. Kerman, PhD, FAST
- 1990–1991: M. Roy First, MD
- 1989–1990: William E. Braun, MD, FAST
- 1988–1989: Barry S. Levin, MD
- 1987–1988: Lawrence G. Hunsicker, MD
- 1986–1987: Nancy E. Goeken
- 1985–1986: Fred P. Sanfilippo, MD, PhD
- 1984–1985: Robert B. Ettenger, MD
- 1983–1984: Charles B. Carpenter, MD
- 1982–1983: Ronald D. Guttmann, MD, FRCPC
- 1982–1983: Terry B. Strom, MD.

## AST Research Network
La rete di ricerca AST è il meccanismo dell'AST per identificare, finanziare e fornire supporto continuo alla ricerca più innovativa nel campo dei trapianti e dell'immunologia.

## Power2Save (P2S)
Power2Save (P2S) è un'iniziativa dell'AST per aumentare la consapevolezza pubblica sull'importanza della donazione di organi, sostenere la salute dei pazienti e finanziare la ricerca sui trapianti.